# Ceilodiastrophon
Ceilodiastrophon är ett släkte av fjärilar. Ceilodiastrophon ingår i familjen nattflyn.
Kladogram enligt Catalogue of Life:
| Ceilodiastrophon | \| \| Ceilodiastrophon albopunctata \| \| \| \| \| \| Ceilodiastrophon brunneum \| \| \| \| |
|                  | \| \| Ceilodiastrophon albopunctata \| \| \| \| \| \| Ceilodiastrophon brunneum \| \| \| \| |
|                  | Ceilodiastrophon albopunctata                                                               |
|                  |                                                                                             |
|                  | Ceilodiastrophon brunneum                                                                   |
|                  |                                                                                             |